# Lípa u kapličky
Lípa u kapličky byl památný strom v obci Domažličky severovýchodně od Klatov. Lípa malolistá (Tilia cordata Mill.) rostla jako solitéra na travnaté ploše u kapličky. Pata kmene byla od stěny kapličky vzdálena asi 7 m, koruna zasahovala nad střechu kapličky. Výška stromu byla 25 m, šířka koruny 13 m, obvod kmene 450 cm (měření 2005). Ve kmeni byla uzavřená dutina, spodní větve po mírném udržovacím řezu, koruna prosychá, zdravotní stav byl dříve velmi dobrý. Lípa byla chráněna od 20. června 2005 jako esteticky zajímavý strom, krajinná dominanta, součást kulturní památky, významná svým vzrůstem.
V roce 2020 zůstala celá koruna bez olistění a většina koruny je odumřelá. Podle předešlých průzkumů je lípa napadena lesklokorkou. Při současném stavu se stala nebezpečnou pro své okolí, a proto byla ochrana stromu dnem 9. července 2020 zrušena.